# Downey, California
Downey este un oraș cu 110.318 de locuitori din comitatul Los Angeles, statul  California,  Statele Unite ale Americii.
Orașul a fost întemeiat în anul 1800 de guvernatorul John Gately Downey, în cinstea căruia orașul a fost ulterior numit.

## Personalități locale
- Karen Carpenter (1950 - 1983), cântăreață (formația The Carpenters);
- „Weird Al” Yankovic (n. 1959), compozitor, producător de muzică;
- James Hetfield (n. 1963), muzician, ghitarist, cântăreț din formația Metallica
- Donavon Frankenreiter (n. 1972), muzician și surfer.

1. ↑   https://www.cacities.org/Resources-Documents/Resources-Section/Charter-Cities/Charter_Cities-List, accesat în 7 aprilie 2020 Lipsește sau este vid: |title= (ajutor)
2. ↑   https://www.downeyca.org/our-city/mayor-city-council, accesat în 3 februarie 2023 Lipsește sau este vid: |title= (ajutor)
3. ↑  Recensământul Statelor Unite ale Americii din 2010, accesat în 9 iulie 2020